# Carles de Salm-Dhaun
Carles de Salm-Dhaun va néixer a Hochstetten-Dhaun (Alemanya) el dia 21 de setembre de 1675 i va morir a la mateixa ciutat el 26 de març de 1733. Era un noble alemany, fill del comte Joan Felip II de Salm-Dhaun (1645-1693) i d'Anna Caterina de Nassau-Ottweiler (1653-1731). Va ser comte de Salm-Dhaun de 1693 a 1733.

## Matrimoni i fills
El 19 de gener de 1704 es va casar a Ottweiler amb Lluïsa de Nassau-Ottweiler (1686-1773), filla del comte Frederic Lluís de Nassau-Ottweiler i de Cristiana de Ahlefeldt (1659-1695). El matrimoni va tenir deu fills:
- Caterina Lluïsa (1705-1786)
- Carolina (1706-1786), casada amb Carles Lluís de Leiningen-Dagsburg-Hardenburg
- Cristina (1710-1773)
- Guillemina (1711-1732)
- Albertina (1716)
- Carles August (1718-1732)
- Sofia Carlota (1719-1799), casada amb Joan de Pfalz-Gelnhausen
- Lluïsa (1721-1791), casada amb Guillem Lluís de Kirchberg (1709-1751).
- Joan Felip III (1724-1742)
- Joana Lluïsa (1725)